# Judith Fetterley
Judith Fetterley (nascuda el 1938) és una acadèmica estatunidenca, coneguda pel seu treball en feminisme i estudis sobre dones. Va ser influent a l'hora de liderar una reavaluació de la literatura femenina dels segles XIX i XX, i les contribucions de les dones que escrivien sobre l'experiència de les dones, incloses les seves perspectives sobre els homes al món, i va introduir el concepte de lectora resistent.

## Biografia
Judith Fetterley va néixer a la ciutat de Nova York, tot i que es va criar a Toronto, al Canadà. La seva família es va traslladar a Franklin, Indiana quan ella tenia deu anys. Va estudiar a l'escola pública i va obtenir el seu B.A. grau al Swarthmore College. Va fer treballs de postgrau a la Universitat d'Indiana, on va obtenir el seu doctorat en filologia anglesa el 1969.
Va començar la seva carrera acadèmica a la Universitat de Pennsilvània, on va impartir classes entre 1967 i 1973. Es va traslladar a la Universitat Estatal de Nova York a Albany, Nova York el 1973, on va ensenyar anglès i estudis de dones. Va deixar la Universitat d'Albany el 2004, després d'haver obtingut el grau de professora distingida.
Fetterley va ajudar a formular el concepte de lectora resistent al seu llibre de 1978, The Resisting Reader: A Feminist Approach to American Fiction. A més, va dirigir una reavaluació de la literatura femenina del segle XIX i del cànon americà. Va assenyalar que la literatura nord-americana s'havia definit sobre homes i per homes, excloent així la meitat del món: l'experiència i la perspectiva de les dones.
En una sèrie d'anàlisis d'obres de Faulkner, Fitzgerald, Hawthorne, Hemingway, Irving, James i Mailer, Fetterly situa l'experiència dels lectors al capdavant i argumenta que la literatura nord-americana, tant del passat com del present, ha "immasculat" les dones lectores obligant-les a identificar-se amb l'anomenada masculinitat universal. Aquesta immaculació “crema” [sic] “allò merament personal, purament subjectiu” i, per tant, crea en les lectores una “confusió de consciència” (xi) en la qual no poden llegir com a elles mateixes. Citant la queixa de John Keats que la poesia exerceix un "disseny palpable" sobre els lectors, Fetterley escriu que la literatura nord-americana fa una cosa molt més insidiosa: els seus dissenys són "impalpables", de manera que les lectores no en reconeixen els efectes (xi). Fetterley crida a les lectores a intervenir, a resistir-se a aquesta crida, anomena la crítica feminista com un acte polític per "posar a disposició de la consciència allò que ha quedat en gran part inconscient" (xii) i per "canviar la consciència de les que llegeixen". i la seva relació amb el que llegeixen” (vii).
Ara reconeguda com un clàssic de la crítica literària feminista, The Resisting Reader va generar tant elogis com crítiques en publicar-se. Els crítics es van afanyar a assenyalar que, en enfocament, estil i to, Fetterley es va fer ressò de Kate Millett, la política sexual de la qual havia precedit a The Resisting Reader gairebé una dècada. Per a moltes comentaristes dones, aquesta continuïtat va suggerir el creixement de la crítica literària feminista, així com la necessitat continuada de "anomenar la realitat sentida de la ficció nord-americana". Com diu una revisió a Women's Studies International Quarterly, "les preguntes de Fetterley són tan sovint crucials, les seves observacions repetidament tan agudes, que ens obliguen a preguntar-nos com les vam evitar en el passat". Altres encara van admirar el cor feminista del llibre mentre expressaven malestar amb la vehemència del "to i l'èmfasi" de Fetterley. El llibre també va veure la seva part de resposta antifeminista, on es culpava a Fetterley —i, per extensió, al feminisme— per un enfocament massa estret i repetitiu en el sexisme i el gènere. Els seus arguments al voltant de les lectures resistents d'aquest llibre han estat qüestionats des de llavors per Timothy Bewes, un crític literari associat a la postcrítica, que proposa un enfocament que implica "llegir amb el gra".
El 1980, Fetterley va iniciar el projecte de llegir i escriure sobre escriptores americanes del segle xix. Aquest fet va donar lloc a tres grans publicacions i una sèrie d'articles. Provisions: A Reader from 19th Century American Women va aparèixer el 1985 i American Women Regionalists, coeditada amb Marjorie Pryse, va aparèixer el 1992. Writing Out of Place: Regionalism, Women and American Literary Culture, escrit amb Marjorie Pryse, va aparèixer el 2003.
Des que va deixar el món acadèmic, Fetterley s'ha convertit en una jardinera semiprofessional, amb un petit negoci de disseny de jardins perennes anomenat Perennial Wisdom. Actualment està escrivint unes memòries sobre la seva experiència com a jardinera.

## Obres
- - The Resisting Reader: A Feminist Approach to American Fiction, Bloomington, IN: Indiana University Press

- - Provisions: A Reader from 19th-Century American Women, Bloomington, IN: Indiana University Press